# Lijst van burgemeesters van Uithoorn
Dit is een lijst van burgemeesters van de Nederlandse gemeente Uithoorn in de provincie Noord-Holland.
| Ambtsperiode                       | Naam burgemeester                | Partij of stroming | Bijzonderheden                                                               |
| ---------------------------------- | -------------------------------- | ------------------ | ---------------------------------------------------------------------------- |
| 1818 - 1820                        | Jacob (J.) de Jong               | onbekend           |                                                                              |
| 1820 - 1842                        | Jan (J.) Roothaar                | onbekend           |                                                                              |
| 1842 - 1849                        | Marcelis (M.) de Jong Jz.        | onbekend           |                                                                              |
| 1850 - 1878                        | Mr. Jacobus (Jac.) Tak           | onbekend           | Tevens burgemeester van Aalsmeer                                             |
| 1879 - 1890                        | Edmond (E.B.F.) Kalff            | onbekend           |                                                                              |
| 1890 - 1925                        | Jan Matthijs (J.M.) van Meetelen | onbekend           |                                                                              |
| 1925 - 1928                        | Dirk Frans (D.F.) Pont           | partijloos         | Tijdens het ambt partijloos, later lid van NSB                               |
| 1928 - 1934                        | Gerardus (G.A.L.M.) Vos de Wael  | partijloos         |                                                                              |
| 1935 - 1944                        | Cornelis (C.M.A.) Koot           | partijloos         |                                                                              |
| 1944 - 1945                        | M. Willemstijn                   | NSB                | Waarnemend                                                                   |
| 1945 - 1965                        | Cornelis (C.M.A.) Koot           | partijloos         |                                                                              |
| 1965 - 1975                        | Henk (H.B.P.A.) Letschert        | KVP                | Tijdens het ambt lid van KVP, later lid van CDA                              |
| 1975 - 1987                        | Mr. Evert (E.A.G.) Brautigam     | KVP / CDA          |                                                                              |
| 1987 - 1998                        | Jos (J.E.) Castenmiller          | CDA                |                                                                              |
| 1998 - 1 januari 2010              | Berry (H.L.) Groen               | GroenLinks         |                                                                              |
| 4 januari 2010 - 19 mei 2010       | Lies (A.W.M.) Spruit             | PvdA               | Waarnemend                                                                   |
| 20 mei 2010 - 21 september 2015    | Drs. Dagmar (D.H.) Oudshoorn     | PvdA / partijloos  | Partijloos sinds april 2013. Tijdelijk teruggetreden wegens bijzonder verlof |
| 23 september 2015 - 1 januari 2016 | Cornelis (C.) Mooij              | VVD                | Waarnemend                                                                   |
| 1 januari 2016 - 1 maart 2018      | Drs. Dagmar (D.H.) Oudshoorn     | partijloos         | Hervatte het ambt op 18 januari 2016                                         |
| 1 maart 2018 - heden               | Pieter (P.J.) Heiliegers         | VVD                | Eerst waarnemend, sinds 24 januari 2019 kroonbenoemd burgemeester            |